# ジョージ・ラッセル (第10代ベッドフォード公爵)
第10代ベッドフォード公爵ジョージ・ウィリアム・フランシス・サックヴィル・ラッセル（英語: George William Francis Sackville Russell, 10th Duke of Bedford、1852年4月16日 – 1893年3月23日）は、イギリスの貴族、政治家。自由党に所属し、1875年から1885年まで庶民院議員を務めた後、1886年に自由統一党に転じた。1872年から1891年までタヴィストック侯爵の儀礼称号を使用した。

## 生涯
第9代ベッドフォード公爵フランシス・ラッセルと妻エリザベスの間の息子として、1852年4月16日にイートン・プレース・ウェスト（Eaton Place West）で生まれ、5月24日にノールで洗礼を受けた。1870年10月22日にオックスフォード大学ベリオール・カレッジに入学、1874年にB.A.の学位を、1877年にM.A.の学位を修得した。また、1871年にインナー・テンプルに入学した。
1873年8月27日、ベッドフォードシャーの副統監に任命された。1875年4月、ベッドフォードシャー選挙区の補欠選挙で自由党候補として出馬、無投票で当選した。1880年イギリス総選挙では3,088票（得票数2位）で再選した。1885年イギリス総選挙をもって議員を退任した。1889年、ベッドフォードシャー州長官を務めた。
1893年3月23日、糖尿病によりチェシャム・プレース37号（37 Chesham Place）で死去、チェニーズで埋葬された。息子がおらず、弟ハーブランド・アーサーが爵位を継承した。

## 家族
1876年10月24日、アデライン・メアリー・サマーズ＝コックス（1852年5月24日 – 1920年4月12日、第3代サマーズ伯爵チャールズ・サマーズ＝コックスの娘）と結婚したが、2人の間に子供はいなかった。